# Новиков, Григорий Маркелович
Григорий Маркелович Новиков (14.10.1898-13.01.1968) — участник испытаний и приёмки новых образцов миномётов, лауреат Сталинской премии (1951).
Родился 14 октября 1898 года в селе Жабово (в настоящее время — Дубровский район). Рано лишился отца и с 1911 года работал в Бежице (сейчас в черте Брянска) помощником столяра, с 1915 столяром в вагонном цехе Брянского завода.
В декабре 1917 года вступил в отряд Красной гвардии, затем зачислен в РККА. В составе конной армии Буденного сражался с войсками Петлюры и Деникина.
Став кадровым военным, окончил Московские артиллерийские курсы, а в 1936 году — Артиллерийскую академию имени Ф. Э. Дзержинского в Ленинграде. В качестве военного инженера работал в Киеве на заводе «Арсенал».
В 1939 г. направлен в Москву в конструкторское бюро Бориса Шавырина (в то время единственное в СССР КБ, занимавшееся разработкой минометов).
С августа 1941 года, после создания Управления минометного вооружения (УМВ), — начальник отдела, отвечавшего за приемку минометов на заводах (в звании полковника).
Указом Президиума Верховного Совета СССР от 3 марта 1942 года награждён орденом Красной Звезды — за выполнение особых заданий.
18 ноября 1944 года присвоено звание генерал-майора инженерно-технической службы.
Во время войны с Японией отправлен на фронт для испытания новых образцов минометов.
Лауреат Сталинской премии (1951).
Награждён орденами Ленина, Красного Знамени (трижды), Кутузова II степени, Отечественной войны I степени, Красной Звезды, медалями.
Похоронен на Донском кладбище.
Семья: жена Елена, дочь Виолетта (1936), сын Валентин (1937).